# Zantedeschia elliottiana
Espèce
Zantedeschia elliottiana, l'Arum des fleuristes, est une plante ornementale de la famille des Aracées originaire d'Afrique.

## Description

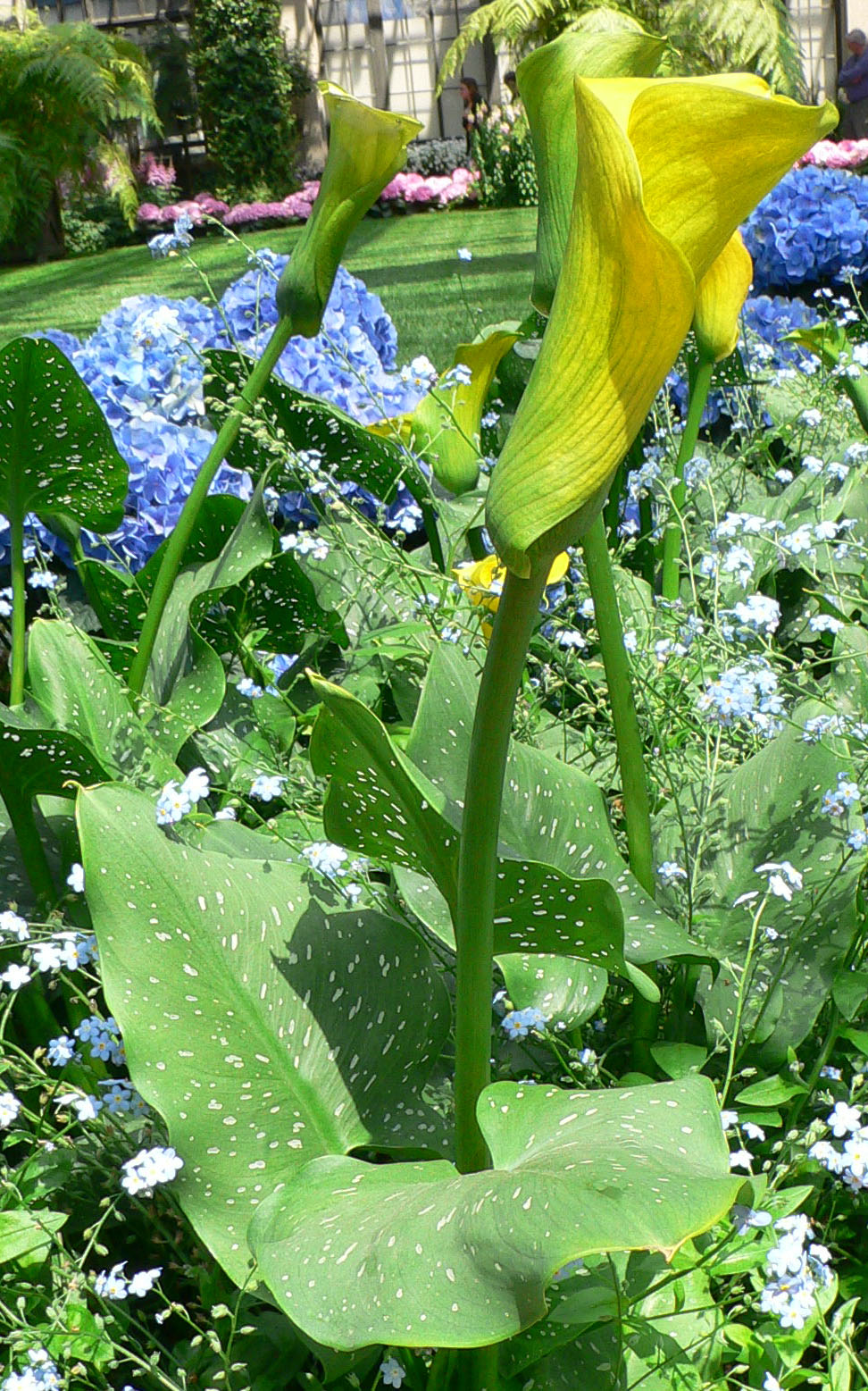
Zantedeschia elliottiana.

Zantedeschia elliottiana est une plante herbacée allant jusqu'à 60 cm de haut, produisant des spathes et des spadices jaunes, à la base parfois rouge. Les feuilles sont tachetées de blanc.
Pour certains la variété proviendrait de la province de Mpumalanga en Afrique du Sud, pour d'autres elle serait apparue par hybridation dans un jardin.

## Culture
La plante (ou ses cultivars) a reçu un Award of Garden Merit de la Royal Horticultural Society.[réf. nécessaire].
Comme pour d'autres variétés de la famille des Aracea, le fait d'immerger les bulbes dans une solution d'acide gibbérellique (GA3) favoriserait la végétation et la floraison.

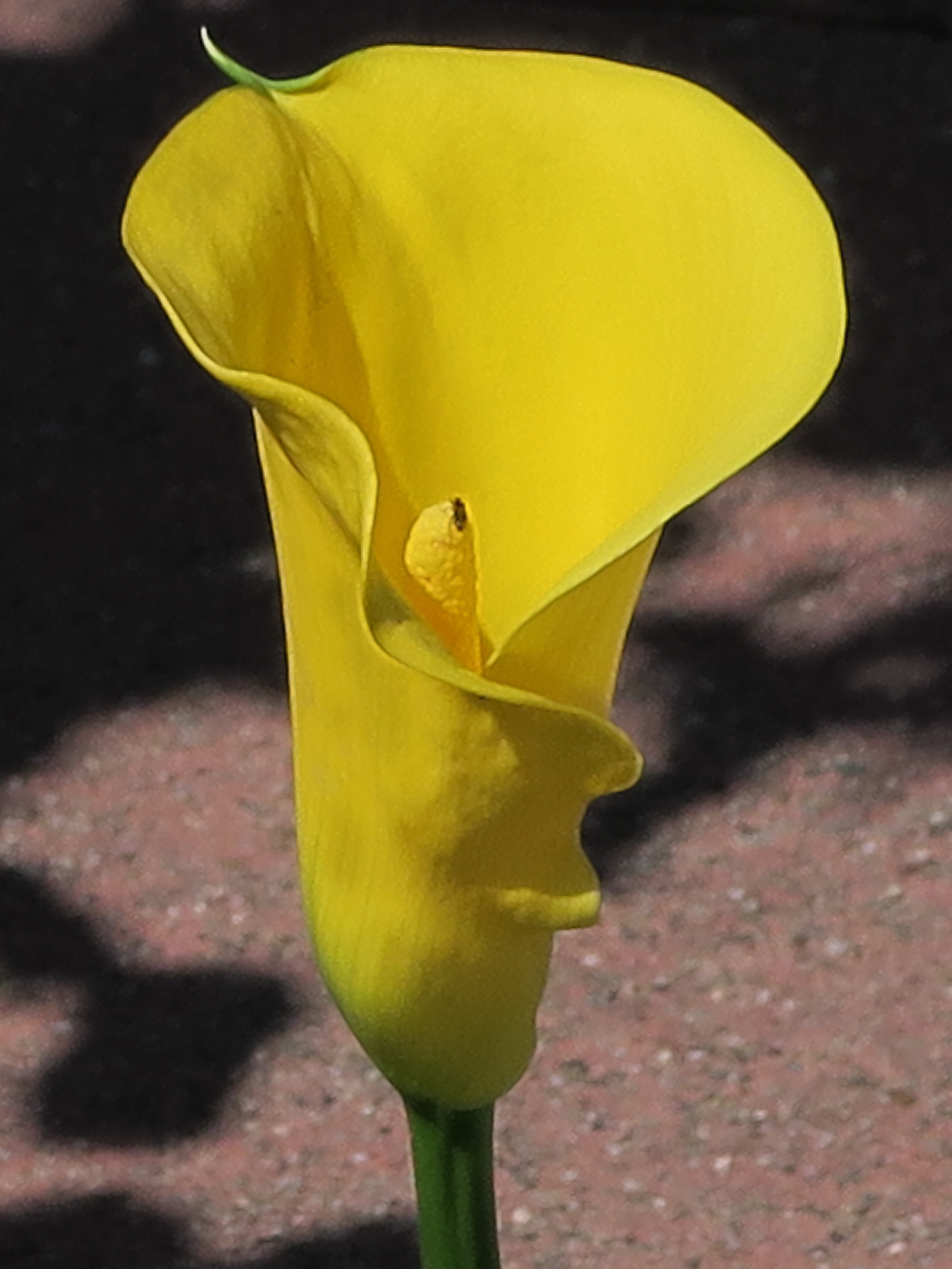
Une couleur vive attrayante.